# .17 Mach 2
El .17 Hornady Mach 2 o .17 HM2 es un cartucho de percusión anular introducido en 2004 por la fábrica de municiones Hornady, tras el exitoso lanzamiento del .17 HMR. El cartucho está basado en la vaina del .22 Long Rifle Stringer, agolletado en el cuello hasta calibre .17 (4.4 mm), las balas usadas en este cartucho pesan menos de la mitad de las balas comunes usadas en .22 Long Rifle.

## Rendimiento
La bala ultraligera de 17 granos es fundamental para lograr su velocidad de 640 m/s (cercano a Mach 2), que es casi el doble de velocidad de un .22 Long Rifle estándar con bala de 40 granos, lo que le hace tener una trayectoria 18 cm más plana a 140 metros que un .22 Long Rifle estándar.
La bala de 17 granos tiene un coeficiente balístico de 0.125 y una densidad seccional de 0.155, mientras que la bala de 15.5 granos tiene un coeficiente balístico de 0.115 y una densidad seccional de 0.075.

## Costos

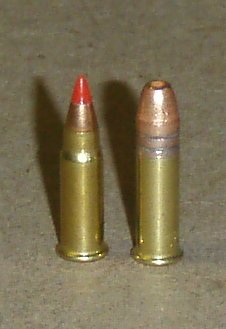
Izquierda: .17 HM2; derecha: .22 Long Rifle.

Debido a que es más difícil fabricar la pequeña bala encamisada calibre .17 que las balas convencionales usadas en el .22 Long Rifle, por lo general esta última es el doble de barata que la primera; aun así, el .17 HM2 es aún más barato que el .17 HMR. El alto coste de la munición .17 HM2 tiene sus ventajas como la precisión.

## Uso, mercadeo y competencia
El .17 HMR fue un éxito instantáneo. Parte de esto se debe a la versatilidad para su uso en «caza varmint» (caza de alimañas/control de plagas). El .17 HM2 debe competir directamente con el .22 Long Rifle, y debido a los precios, el .17 no ha calado bien; otro rival del .17 HM2 es el .17 Águila, siendo la diferencia que un arma de acción de cerrojo calibrada para el .17 HM2 sí puede aceptar los cartuchos .17 Águila, pero esto no es posible a la inversa.

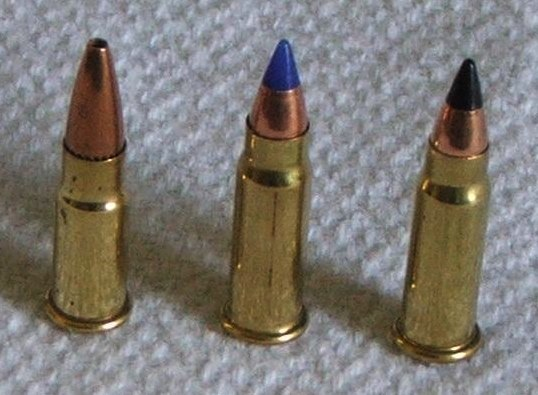
Izquierda .17 Águila; centro .17 HM2 Eley; derecha .17 HM2 CCI.

Otras diferencias con el cartucho .17 Águila son que el .17 Águila es obtenido a partir de la vaina de un .22 Long Rifle común, mientras el .17 HM2 es obtenido a través de un .22 Long Rifle stinger, que es un poco más larga. Mientras que las balas usadas por el .17 HM2 son de 15.5 y 17 granos, la bala usada en el .17 Águila es de 20 granos.
Existen muchos kits de modificación para armas, pero en el caso de un arma accionada por cerrojo en calibre .22 LR, solo es necesario cambiar el cañón.
Actualmente este cartucho solo es fabricado por 3 compañías: Hornady, Eley y CCI, las que se identifican por el color de la punta de sus balas. La punta azul es usada por Eley, la punta negra por CCI, la punta roja es usada por Hornady en la bala de 17 granos, y la punta café es usada también por Hornady en su bala de 15.5 granos.